# Курганово (Тверская область)
Курганово — деревня в Калининском районе Тверской области. Относится к Каблуковскому сельскому поселению.

## История
В 1966 г. указом президиума ВС РСФСР деревня Тараканиха переименована в Курганово.

## Население
| 2010 |
| ---- |
| 9    |